# Филонов, Станислав Анатольевич
Станислав Анатольевич Филонов (род. 25 апреля 1967, Магнитогорск, Челябинская область) — советский и российский футболист, полузащитник, защитник. Тренер.

## Биография
В Магнитогорске занимался в ДЮСШ-4 у Валентина Андреевича Пари.
В 1980—1982 годах был в Харьковской областной средней школе-интернате спортивного профиля.
Бо́льшую часть профессиональной карьеры провёл в магнитогорской команде «Металлург» / «Металлург-Метизник» (1984—1985, 1988—1990, 1992—1996, 1998—2001, 2002—2003). Во второй (1984—1985, 1988—1989, 1994—1996, 1998—2003), второй низшей (1990) и первой (1992—1993) лигах сыграл 391 матч, забил 60 мячей.
В 1990—1991 годах во второй низшей лиге играл за «Кубань» Баранниковский, в 1996—1997 годах во втором дивизионе — за «Рубин» Казань.
С 2004 года играл за магнитогорский клуб в первенстве ЛФЛ, с 2006 года — играющий главный тренер клуба. Позже — тренер в СДЮСШОР-4.
Окончил Магнитогорский государственный педагогический институт (1998) и Высшую школу тренеров на базе РГАФКа (2005).